# Hörfunk
Hörfunk (teilweise auch: Radio) ist ein Medium zur Verbreitung von Information und Unterhaltung in Form von Tönen wie Musik und Sprache. Entstanden Anfang des 20. Jahrhunderts, ist es das älteste der elektronischen Massenmedien.
Hörfunk kann mit einem traditionellen Radiogerät empfangen werden sowie mit anderen Geräten der Unterhaltungs- und Gebrauchselektronik wie Stereoanlagen, Portable Media Player, MP3-Player oder Smartphones.

## Geschichtlicher Überblick
Abgesehen von Versuchssendungen in mehreren Staaten der Erde startete der erste regelmäßige Hörfunkbetrieb der Welt in den USA, mit einem Nachrichtensender durch Charles „Doc“ Herrold 1909 in San José sowie mit einem Sender gemischten Programmes 1916 in Pittsburgh durch Frank Conrad.
Einen regelmäßigen Programmbetrieb in deutschsprachigen Staaten gab es zuerst in der Schweiz (Flugplatzsender Lausanne und Sender Bern), dann in Deutschland (Funk-Stunde Berlin), Österreich (Radio Hekaphon) und Liechtenstein (Radio Liechtenstein).

## Begriff
Am Anfang wurde das Medium mit Rundfunk bzw. Rundspruch bezeichnet. Als Abgrenzung zum Fernsehen hieß es schließlich Hörfunk bzw. Tonrundfunk. Einigen Quellen aus den 1920er Jahren zufolge ging der Begriff „Radio“ dem des Rundfunks voraus, kam aber immer wieder in Mode:

„Das für den Rundfunk zuerst und auch heute noch teilweise gebräuchliche Wort Radio ist offiziell ad acta gelegt worden. Unter Radio ist jegliche drahtlose Betätigung zu verstehen, vor allem auch die in so kurzer Zeit zu gewaltiger Blüte gelangte der [Funk-]Amateure. […] Von dem Internationalen Kongreß wurde es für den Weltverkehr gewählt, um anzudeuten, daß dieser Verkehr die ganze Welt, den ganzen Erdball umfaßt. Da die Rundfunksender mit ihren Darbietungen […] praktisch nur einen beschränkten Kreis als Hörbereich haben, ist hierfür vielleicht der Ausdruck Rundfunk geeigneter als Radio.“

## Organisationsformen

### Deutschland
Hörfunk besteht in Deutschland aus den Radioprogrammen und weiteren Angeboten:
- der öffentlich-rechtlichen Rundfunkanstalten nach Länderrecht als Ein- oder Mehrländerdienste (beispielsweise hr, RBB, WDR)
- des Deutschlandradios, der öffentlich-rechtlichen Körperschaft für den nationalen Hörfunk (bundesweiter Empfang über Live-Streaming, Digitalradio (DAB+) und DVB-S möglich)
- der Deutschen Welle, einer Rundfunkanstalt nach Bundesrecht als Auslandsradio
- der privater Programmanbieter nach Länderrecht (Privatradios)
- zur Versorgung der Angehörigen ausländischer oder internationaler Streitkräfte (früher der alliierten Streitkräfte) (AFN, BFBS, CFN, FFB)
- der von Deutschland aus sendenden Auslandsrundfunkdienste der USA und Russlands (Voice of America, Stimme Russlands, Radio Free Europe/Radio Liberty)
- nichtkommerzieller Lokalsender (freie Radios/offene Kanäle/Veranstaltungsradio) nach Länderrecht
- im Inland nicht zugelassener oder illegaler Piratensender (beispielsweise 100’5 Das Hitradio).

Daneben kann Hörfunk ausländischer Hörfunkstationen auf Lang-, Mittel- und Kurzwelle sowie, in kleinerem geographischen Gebieten, auch über Ultrakurzwelle empfangen werden.
Diese Klassifizierung verdeutlicht: die Veranstaltung von Hörfunk in Deutschland findet aufgrund der Rundfunkhoheit der Bundesländer überwiegend nach Landesrecht statt. Dies betrifft sowohl die öffentlich-rechtlichen Anstalten als auch die Privatsender.
Die Existenz des Deutschlandradio beruht auf zwei Staatsverträgen zwischen Bund und Ländern. Deutschlandradio hat als Körperschaft zusätzlich Elemente einer Rundfunkanstalt wie Intendant und Verwaltungsgremien. In einem sind Vertreter von Bund, Ländern sowie von ARD und ZDF Mitglied.
Der Rundfunk der DDR sowie der Rundfunk in der Weimarer Republik zum Ende der 1920er Jahre waren ein staatlicher Rundfunk.

### Österreich
Die österreichische Radiolandschaft war einige Jahrzehnte des 20. Jahrhunderts von einer Monopolstellung der Radio Verkehrs A.G. (RAVAG) und des Österreichischen Rundfunks (ORF) gekennzeichnet. Erst Mitte der 1990er Jahre kam es zur Zulassung privater Hörfunkbetreiber. Da auch Österreich ab 1945 zeitweise von alliierten Truppen besetzt wurde, entstanden wie in Deutschland Sender im Auftrag der jeweiligen Besatzungsmächte, z. B. Rot-Weiß-Rot.

### Schweiz
Die Organisation des Radios bzw. Rundspruchs ähnelte der in den Nachbarländern Frankreich, Deutschland, Österreich und Italien im 20. Jahrhundert, sie war wie dort lange geprägt von der Monopolstellung, zwar mit regionaler Diversität, aber letztlich nur eines Anbieters, hier war es die Schweizerische Radio- und Fernsehgesellschaft (SRG). Obwohl der Hörfunk in allen diesen Staaten einschließlich der Schweiz durch Privatinitiativen begann, konnten sich die Anbieter der ersten Stunde nicht durchsetzen.

## Produktion von Hörfunksendungen
In analogen Studios, wie sie bis in die 1990er Jahre hinein üblich waren, wurde eine große Menge physisches Material bewegt. Bänder und Schallplatten mussten aus dem Archiv beschafft und vorbereitet werden. Aufnahmeleiter und Tontechniker waren für den störungsfreien Programmablauf zuständig, wobei sie sich am Sendeplan orientierten.
Seither erfolgt nicht nur die Programmvorbereitung, sondern auch die Abwicklung nahezu ausschließlich über Computer. Zentrales Instrument ist der digitale Sendeplan, eine spezielle Software, die alle Programmelemente enthält, die während einer Sendung benötigt werden. Der Sendeplan ist mit einer Liste vergleichbar, die eine Vielzahl von Audiodateien enthält, die sich in verschiedenen Archiven (Programmordnern auf diversen Festplatten innerhalb des Hausnetzes oder Intranets) befinden. Sie können im Idealfall von jedem beliebigen PC innerhalb des Senders aufgerufen und abgespielt werden. Der digitale Sendeplan listet diese Komponenten chronologisch auf und kann sie entweder vollautomatisch oder per Mausklick abspielen. Musiksammlungen, Jingles und diverse Wortbeiträge liegen als Audiodateien auf Festplatten bereit.
Der Sendeplan kann dabei vollautomatisch, teilautomatisch oder zur Gänze von Hand programmiert werden. Reine Musikstrecken werden meist automatisch unter Einhaltung spezieller Kriterien erstellt. Der Redakteur gibt z. B. ein, welche Art von Musik gespielt werden soll und gibt gegebenenfalls die „Rotation“ vor, bei der errechnet wird, nach wie vielen Stücken ein Titel wiederholt werden kann. Die Musiktitel sind mit digitalen Metadaten (vergleichbar den MP3-Tags) versehen, die bestimmte Kriterien wie Musikstil, Geschwindigkeit oder Zielgruppe vorgeben. Nach diesen Kriterien kann der PC das Musikprogramm selbsttätig generieren, selbstverständlich können jederzeit Musikstücke „von Hand“ eingefügt werden, die flexibel in die Playlist eingebaut werden. Auch Jingles und Wortbeiträge werden in diesem Fall nach vorgegebenen Kriterien automatisch ins Programm eingefügt.
Die Wortbeiträge unterteilt man grob in Moderation, Jingles, Werbespots und andere Wortbeiträge, zum Beispiel Korrespondentenberichte oder Rubriken. Dazu kommen noch die Nachrichten und Servicebeiträge wie Wetter- oder Verkehrsbericht. Wegen der Aktualität werden Nachrichten, Moderation oder Servicebeiträge erst kurzfristig erstellt oder sogar live eingespielt (z. B. aus dem Nachrichtenstudio). Für diese Beiträge werden im Sendeplan sog. „Platzhalter“ eingebaut, die auf keine konkrete Datei verweisen, sondern später durch zwischenzeitlich angefertigte Programmbestandteile (z. B.: „Beitrag 1“) oder Live-Beiträge ersetzt („aktualisiert“) werden.
Die Software kann zu bestimmten Zeiten selbständig das laufende Programm unterbrechen und einen speziellen Audiostream (z. B. Nachrichten) übernehmen oder abgespeicherte Zeitansagen aufrufen. Anschließend kehrt das Programm zur Musikroutine zurück. Dieses Prinzip findet man häufig in den Nachtprogrammen kleinerer Privatsender oder in Nonstop-Musikschleifen. Viele Programmelemente werden zur Gänze vorproduziert und können jederzeit von der Festplatte abgerufen werden (z. B. Beiträge, Features, Magazinsendungen).
Es ist mittlerweile möglich, ganze Sendungen als Aufzeichnung ins laufende Programm einzufügen (Voice-Tracking). Diese Methode kommt oftmals bei Privatsendern zum Einsatz und wird meist aus Kosten- (sämtliche Ansagen werden am Stück produziert und erst später unter die Musik gemixt, obwohl kein Moderator anwesend ist) und Effizienzgründen („saubere“, versprecherfreie Moderation) angewandt. Insbesondere am Wochenende sind kaum noch Funkhäuser besetzt, dank vorher aufgezeichneter Shows, die automatisch in den jeweiligen Sendesystemen laufen.
Um Zeit einzusparen, werden bei manchen werbefinanzierten Popsendern gelegentlich Musikstücke gepitcht. Dabei wird die Abspielgeschwindigkeit leicht erhöht, um in einer Sendestunde trotz häufiger Werbeunterbrechungen mehr Musiktitel unterzubringen, oder um die Länge eines Musikstückes den knappen Zeitvorgaben anzupassen.
Live-Sendungen kommen mitunter ohne exakten Sendeplan aus; stattdessen wachen Moderatoren und Sendetechniker über die genaue Einhaltung des Zeitplans. Die Zuspielung vorbereiteter Beiträge, die Anwahl oder Vorbereitung der Musiktitel erfolgt nahezu immer am PC. Der Live-Moderator genießt eine große Freiheit beim Arrangieren vorbereiteter und (beispielsweise bei Wunschsendungen) direkt aufgerufener Musiktitel.

## Sendeabwicklung
Ähnlich wie beim Fernsehen ist der Schaltraum eines Hörfunksenders das Zentrum der technischen Sendeabwicklung und zugleich Knotenpunkt aller ein- und ausgehenden Tonsignale. Unter einem Tonsignal versteht man in erster Linie das sendefähige Endsignal, das direkt zu den Sendeanlagen weitergeleitet wird, daneben aber auch eingehende Beiträge von Korrespondenten, Außenstudios, Partnerstationen oder Übertragungswagen. Kleinere Stationen übernehmen die Nachrichten und diverse Mantelprogramme (z. B. moderierte Nachtprogramme) häufig von externen Dienstleistern, die Zuführung erfolgt meist über Satellit, in zunehmendem Maße auch online.

### Deutschland
Viele kleine Hörfunkstationen im kommerziellen Sektor arbeiten eng zusammen. Sie produzieren viele Beiträge gemeinschaftlich oder übernehmen ganze Sendestrecken von einem gemeinsamen Rahmenprogramm. Diese Radiosyndikate, die nach amerikanischem Vorbild entstanden sind, gibt es unter anderem in Bayern (BLR) und Nordrhein-Westfalen (Radio NRW). Sie produzieren als eigenständiger Dienstleister Nachrichten und Wortbeiträge, unterhalten ein eigenes Korrespondentennetz und produzieren ein oder mehrere Mantelprogramme, die von den Lokal- und Spartensendern zu bestimmten Zeiten übernommen werden. Die finanzielle Beteiligung an den Syndikaten richtet sich meist nach der Sendergröße (Marktanteil und Reichweite).
Die ARD betreibt ihren hocheffizienten Programmaustausch innerhalb eines eigenen technischen Netzwerks, des ARD-Sterns. Der Datenaustausch erfolgt über das HYBNET, ein extrem breitbandiges Intranet, an das sämtliche Rundfunkanstalten der ARD angeschlossen sind. Technischer Knotenpunkt ist das ARD-Sendezentrum in Frankfurt am Main.
Viele Radiostationen verwenden bei der Signalaufbereitung Soundprozessoren. Damit lässt sich z. B. das Sendesignal optimal an den vorgegebenen UKW-Spitzenhub von 75 kHz anpassen. Die Radiosender benutzen zur Beeinflussung der Klangdynamik Kompressoren, manche Stationen verwenden sie auch zur Kreation typischer „Sounddesigns“. Stark komprimierte Programme klingen oft „gequetscht“ und unnatürlich.
Digitale Hörfunksignale werden mit Analog-Digital-Umsetzern (A/D-Wandler) aus dem analogen Audiosignal erzeugt und mit einem der gängigen MPEG-Verfahren komprimiert. Vor der Weiterverbreitung über Satellit und/oder Kabel bzw. DAB+/DVB-T werden die Einzelsignale mithilfe sog. Multiplexer mit anderen Signalen (Fernsehprogramme, andere Radioprogramme, Datendienste) zu einem einheitlichen Transportstrom kombiniert. Die Senderzuführung erfolgt bei den meisten ARD-Programmen und mehreren Privatradios direkt über Satellit.

## Übertragungswege
Hörfunk wird verbreitet:
- über Antenne, s. Terrestrische Übertragung
- über Kabelnetz
- über Nachrichtensatelliten, s. Satellitenradio (incl. DVB-S)
- über Internet
  - als Live-Stream, s. Streaming Audio
  - als Internetradio

der Hörfunk wird übertragen:
- analog
- digital, s. Digitalradio

dabei sollen analoge Verfahren bald durch das digitale Verfahren ersetzt werden (siehe Analogabschaltung).
Die Verbreitung des Hörfunks mittels AM-Rundfunk hat in Europa durch die Einstellung des Sendebetriebes vieler Sendestationen bereits stark abgenommen.

## Frequenzbereiche
Zur Verbreitung von terrestrischen Hörfunkübertragungen werden unterschiedliche Frequenzbereiche verwendet und verschiedene technische Spezifikationen benutzt:
| Rundfunk-Band                          | Modulationsart                                                         | Wellenlänge   | Frequenz                      |
| -------------------------------------- | ---------------------------------------------------------------------- | ------------- | ----------------------------- |
| Langwellenrundfunk (LW)                | Amplitudenmodulation (AM) oder COFDM beim Digital Radio Mondiale (DRM) | 2.000–1.000 m | 150–300 kHz                   |
| Mittelwellenrundfunk (MW)              | Amplitudenmodulation (AM) oder COFDM beim Digital Radio Mondiale (DRM) | 600–150 m     | 500–2000 kHz                  |
| Kurzwellenrundfunk (KW)                | Amplitudenmodulation (AM) oder COFDM beim Digital Radio Mondiale (DRM) | 120–10 m      | 2,5–30 MHz (In Teilbereichen) |
| Ultrakurzwellenrundfunk (UKW, Band II) | Frequenzmodulation (FM)                                                | ca. 3 m       | 87,5–108 MHz                  |
| Band III (im VHF)                      | COFDM beim Digital Radio (DAB)                                         | ca. 2 m       | 174–230 MHz                   |
| L-Band (im UHF)                        | COFDM beim Digital Radio (DAB)                                         | ca. 10 cm     | 1–2,6 GHz                     |

Rundfunksender des Langwellen- und Mittelwellenbereichs belegen eine Breite von 9 kHz (auf dem amerikanischen Kontinent 10 kHz), die des Kurzwellenbereichs eine Breite von 10 kHz und die des UKW-Bereichs eine Breite von 300 kHz.
Im Kurzwellenbereich werden auch Rundfunkübertragungen nach dem Verfahren der Einseitenbandmodulation durchgeführt. Für ihren Empfang benötigt man einen Empfänger mit einem speziellen Demodulator. Es gibt auch AM-kompatible Einseitenbandmodulation. Sie wird aber nicht eingesetzt.
Für digitale Hörfunkübertragungen, speziell Digital Radio (DAB), werden unter anderem Frequenzbänder genutzt, die früher nur für Fernsehübertragung Verwendung fanden. Digital Radio wird heute bereits in vielen Teilen der Welt (u. a. auch in Deutschland, Österreich, Schweiz) parallel neben den bestehenden UKW-Aussendungen betrieben und ist diesen qualitativ überlegen. In Deutschland und Österreich konnte sich DAB nicht durchsetzen, daher wurde es durch DAB+ ersetzt.
Bei Digital Radio Mondiale (DRM) werden die Frequenzbereiche von LW, KW und MW (die bislang amplitudenmoduliert betrieben wurden) verwendet und bei DRM lediglich mit einem COFDM-modulierten digitalen Signal betrieben. Bisher analog betriebene Sender wechseln zum Teil für bestimmte Stunden des Tages auf die digitale Modulation von DRM, wodurch heute bereits weltweit diverse Programme empfangbar sind. DRM ist jedoch nicht für die Aussendung im Frequenzbereich von UKW spezifiziert oder lizenziert.

## Programmlandschaft
Die Hörfunk-Programmlandschaft im deutschen Sprachgebiet (2018):
|        |                           | öffentlich-rechtlich     | öffentlich-rechtlich | öffentlich-rechtlich | öffentlich-rechtlich      | öffentlich-rechtlich      | öffentlich-rechtlich    | öffentlich-rechtlich                    | privat                       | privat           | privat            |  |
| Gebiet | Vorgänger                 | AC                       | CHR                  | Jugend               | DOM                       | Kultur                    | Wort                    | sonstige                                | 1. Anbieter                  | 2. Anbieter      | 3. Anbieter       |  |
| ------ | ------------------------- | ------------------------ | -------------------- | -------------------- | ------------------------- | ------------------------- | ----------------------- | --------------------------------------- | ---------------------------- | ---------------- | ----------------- |  |
| nat.   | Dls.                      |                          |                      | Dlf Nova             |                           | Dlf Kultur                | Dlf                     |                                         | KlassikR                     |                  |                   |  |
| BE BB  | Funkstunde                | radioeins                | rbb 88,8             | Fritz                | Ant.Bbg.                  | rbbKultur                 | Inforadio               | Sorb.RF; Cosmo                          | 104.6 RTL                    | BR 91.4          | BB Radio          |  |
| SN     | Mirag                     |                          | mdr Jump             | mdr Sputnik          | mdr Sa.                   | mdr Kultur; Klassik       | mdr Aktuell             | Sorb.RF; Schlagerw.                     | RC: PSR; R.SA                | RTL Sachsen      | Sachsen Funkpaket |  |
| ST     | Mirag                     | mdr Sa.-An.              | mdr Jump             | mdr Sputnik          | RC: r.SAW; Rockland       | mdr Kultur; Klassik       | mdr Aktuell             | Sorb.RF; Schlagerw.                     | 89.0 RTL; R.Brocken          |                  |                   |  |
| TH     | Mirag                     | mdr Th.                  | mdr Jump             | mdr Sputnik          | Ant.Th.; r.top40          | mdr Kultur; Klassik       | mdr Aktuell             | Sorb.RF; Schlagerw.                     | RC: Lw.Th.                   |                  |                   |  |
| HH     | Norag                     |                          | NDR2                 | N-Joy                | NDR 90,3                  | NDR Kultur                | NDR Info                | NDR Blue; NDR Schlager                  | R.HH                         | Energy Hamburg   | alster r.         |  |
| SH     | Norag                     | NDR1 WN                  | NDR2                 | N-Joy                | RC: R.SH; R.Bob; delta r. | RC: R.SH; R.Bob; delta r. | NDR Info                | NDR Blue; NDR Schlager                  |                              |                  |                   |  |
| MV     | Norag                     | NDR1 MV                  | NDR2                 | N-Joy                | Ostseewelle               | NDR Kultur                | NDR Info                | NDR Blue; NDR Schlager                  | RC: Ant.MV                   |                  |                   |  |
| NI     | Norag                     | NDR1 Nds.                | NDR2                 | N-Joy                | r.ffn                     | NDR Kultur                | NDR Info                | NDR Blue; NDR Schlager                  | RTL: Ant.Nds.                | R.21             |                   |  |
| HB     | Norag                     | Brem.Vier                | Brem.Next            | Brem.Eins            | Brem.Zwei                 | Brem.Zwei                 | Cosmo                   | ffn: Energy Bremen; R.Roland            | ffn: Energy Bremen; R.Roland |                  |                   |  |
| NW     | Wefag                     |                          | WDR2                 | 1Live                | WDR4                      | WDR3                      | WDR5                    | Cosmo; KiRaKa                           | Radio NRW                    | NRW1             |                   |  |
| HE     | Süwrag                    | hr1                      | hr3                  | You FM               | hr4                       | hr2-kultur                | hr-iNFO                 |                                         | FFH; planet r.; harmony.fm   | RC: R.Bob        | RG: Ant.F         |  |
| RP     | Süwrag                    | SWR1RP                   | SWR3                 | Dasding              | SWR4RP                    | SWR Kultur                | SWR Aktuell             |                                         | RPR1                         | bigFM            | RG: Ant.KO u. a.  |  |
| BW     | Sürag                     | SWR1BW                   | SWR3                 | Dasding              | SWR4BW                    | SWR Kultur                | SWR Aktuell             | R. Regenbogen (MA); Ant.1 (S); R.7 (UL) | bigFM                        | Energy Stuttgart |                   |  |
| SL     | RS Saarbr.                | SR1Ew                    | SR1Ew                | Unserding            | SR3Sw                     | SR2Kr                     | Ant.Saar                |                                         | R.Salü                       | bigFM            | RG: R.SB u. a.    |  |
| BY     | DeStiB                    |                          | Bay.3                | Puls                 | Bay.1                     | BR-Klassik; Bay.2; BR24   | BR-Klassik; Bay.2; BR24 | BR Schlager; BR Heimat                  | Ant.Bay.                     | BLR              |                   |  |
| AT     | Ravag                     |                          | Ö3                   | FM4                  | Ö2                        | Österr.1                  |                         |                                         | Mp: KroneHit                 | Radio Austria    | Radio Austria     |  |
| CH     | LS Berom.                 |                          | SRF3                 | SRF Virus            | SRF1                      | SRF2 Kultur               | SRF4 News               | Musikwelle; SSR                         | Energy Zürich                | FM1              | Radio 24          |  |
| LI     | Lirag                     | R.L                      |                      |                      |                           |                           |                         |                                         | (FM1)                        |                  |                   |  |
| BZ     |                           | Rai Südtirol (Vollprog.) |                      |                      |                           |                           |                         |                                         | Ath.: Südtirol1              |                  |                   |  |
| DG     | BRF1                      |                          |                      | BRF2                 |                           |                           |                         | 100’5 Das Hitradio                      | Radio Contact                | Radio 700        |                   |  |
| NA     | NBC Fkhs.Nam. (Vollprog.) |                          |                      |                      |                           |                           |                         | HitR Namibia                            |                              |                  |                   |  |

In öffentlich-rechtlichen Hörfunk Deutschlands darf die Gesamtzahl der terrestrisch verbreiteten Hörfunkprogramme die Zahl der zum 1. April 2004 terrestrisch verbreiteten Hörfunkprogramme nicht übersteigen (§ 29 Abs. 2 MStV).

## Hörfunknutzung

### Deutschland
Durchschnittlich hören in Deutschland täglich mehr als 54 Millionen Menschen (ab 14 Jahren) Radio. In den Jahren 2000–2010 ist die Radionutzung stabil geblieben. Allerdings ist die Radionutzung der 14- bis 29-Jährigen im gleichen Zeitraum von 79 auf 71,5 % gesunken. Obwohl das Internet die Möglichkeiten der Radionutzung stark erweitert hat, empfängt der überwiegende Teil der Hörer die Programme noch auf konventionellem Weg, über ein stationäres Empfangsgerät oder im Auto. Nur 15 % der jüngeren Generation hört das Radioprogramm per Internetradio am Computer.
Dennoch scheinen mp3-Player das Radio bislang nicht zu verdrängen.
Die Hörfunknutzung ist trotz der konkurrierenden neuen Medien konstant auf hohem Niveau geblieben. Als Gründe werden unter anderem die Anpassung der Sendeanstalten an das Online-Medium durch Ausstrahlung der Sendungen im Internet und eine parallele Rezipientennutzung des Radios und der neuen Medien angeführt.
Keine klaren Erkenntnisse gibt es zur Frage, welche publizistische Wirkung dem Hörfunk zukommt und welchen Einfluss es auf die öffentliche Meinungsbildung hat. In einer 2010 veröffentlichten Studie der Bayerischen Landeszentrale für Neue Medien trägt der Hörfunk lediglich zu 15 % zur Meinungsbildung bei. Kritiker werfen der Studie dagegen methodische Mängel vor. Sie würde die Besonderheiten der Hörfunkrezeption nicht berücksichtigen.
Als der Hörfunk am 29. Oktober 1923 startete, gab es noch keine Hörer. Es wurde die erstmalige Mitteilung gemacht, dass „der Unterhaltuns-Rundfunk mit Verbreitung von Musiksendung auf drahtlostelefonischem Wege beginnt.“ Am Jahresende 1923 waren es in Berlin 467 zahlende Hörer, am 1. Januar 1925 waren es 500.000 und zum Jahresende 1925 war die Millionengrenze erreicht. 1924 entstanden Sender in Leipzig, München, Frankfurt, Hamburg, Stuttgart, Breslau, Königsberg und Münster mit jeweils eigenen Programmen. Der erste zentrale Sender im Deutschen Reich war ab 1926 die Deutsche Welle. Öffentlich-rechtlichen Charakter erhielt der Rundfunk mit der Dachorganisation RRG, Reichs-Rundfunk-Gesellschaft.

## Besonderheiten des Mediums
Galt der Hörfunk früher vor allem als das schnellste Medium, hat er dieses Alleinstellungsmerkmal zum Teil an das Internet abgegeben. Aus einer qualitativen Hörerbefragung der RBB-Medienforschung geht hervor, dass Hörer dem Radio gegenüber eine starke emotionale Bindung haben. „Es soll emotionalisieren, die Stimmungen im Tagesverlauf managen. Morgens erwartet man, dass Radio munter macht, anregt, positiv auf den Tag einstimmt. Am Tag soll es den Stress minimieren und am Abend emotional entlasten und harmonisieren. Die Jugendlichen beschreiben das Radio als einen ‚Wohlfühlraum‘, als eine Welt ‚die auch Tagträume schafft‘, als ein Medium ‚das mich gut durch den Tag zieht`“.
Das Radio ist noch immer der primäre Zugangsweg und Entdeckungsraum für neue Musik. Insbesondere Jugendlichen gilt es als ein Medium, das Raum lässt für Spontanität und Provokation: „Es kann dem Gefühl von Auflehnung und Herausforderung bis hin zu bewusst gesetzten Aktionen Raum geben. Im Vergleich der Medien sind die Spielräume innerhalb der Klammer von ‚Political Correctness‘ für das Radio am größten. Es kann politische Themen bis hin zu Reizthemen freier und mutiger setzen und entsprechend kontrovers debattieren.“ Eine Stärke des Radios ist seine Fähigkeit, sein Publikum mit Themen zu überraschen und auf Dinge neugierig zu machen. Als „Nebenbei-Medium“ bietet es die Möglichkeit, dass „man mit Themen konfrontiert wird, mit denen zu befassen man sich bei einer Zeitungslektüre nie die Zeit nehmen würde“.